# NGC 4939
NGC 4939 (другие обозначения — MCG −2-33-104, PGC 45170) —спиральная галактика с перемычкой в созвездии Дева.
Этот объект входит в число перечисленных в оригинальной редакции «Нового общего каталога».
В NGC 4939 зарегистрировано несколько сверхновых, среди которых 2008aw, 2014B.
В 1967 году по спектральным признакам галактика была отнесена к числу активных сейфертовских галактик типа II.